# Tragiscoschema bertolonii
Tragiscoschema bertolonii es una especie de escarabajo longicornio del género Tragiscoschema, tribu Tragocephalini, orden Coleoptera. Fue descrita científicamente por Thomson en 1857.
El período de vuelo ocurre durante los meses de mayo y diciembre.

## Descripción
Mide 11-18 milímetros de longitud.

## Distribución
Se distribuye por Angola, Botsuana, Malaui, Mozambique, Namibia, Sudáfrica, Zimbabue y República Democrática del Congo.